# ترانزیستور دوقطبی با پیوندناهمگون
ترانزیستور دوقطبی با پیوندناهمگون (HBT) (به انگلیسی: heterojunction bipolar transistor) نوعی از ترانزیستور دوقطبی است که از نیم‌رساناهای متفاوتی در ناحیه امیتر و بیس ساخته شده و یک پیوندناهمگون به وجود آمده‌است. برتری HBT نسبت به BJT این است که می‌تواند در فرکانس‌های بسیار-بالا تا حدود چندصد گیگاهرتز کار کند. از این ترانزیستورها معمولاً در مدارات نسل جدید بسیارسریع و فرکانس رادیویی که نیازمند بازدهی بالا نیز هست، مانند گوشی تلفن همراه، استفاده می‌شود.

## مواد

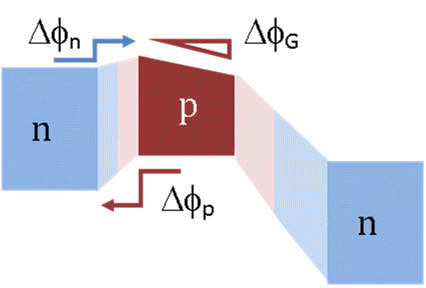
نمودار باند انرژی در اچ‌بی‌تی نوع npn نشان دهنده باند ممنوعه وسیع در ناحیه امیتر نسبت به بیس

تفاوت اصلی اچ‌بی‌تی‌ها با ترانزیستورهای معمولی استفاده از نیم‌رساناهای متفاوت در پیوند بیس-امیتر و بیس-کلکتور است که سبب جلوگیری از تزریق الکترون از بیس به امیتر می‌شود. در این حالت می‌توان با افزایش آلاینده ناحیه بیس، مقاومت آن را کم کرد و در عین حال بهره ترانزیستور را بالا برد. بدین منظور در ناحیه بیس این ترانزیستور از نیم‌رسانا با باند ممنوعه کم عرض مانند سیلیسیوم و گالیم آرسنید و در امیتر و کلکتور از نیم‌رسانا با باند ممنوعه عریض مثل گالیم نیترید استفاده می‌شود.